# Jack Pearson
Jack Pearson (* 3. September 1989 in Strathewen, Victoria) ist ein australischer Schauspieler.

## Leben
Pearson wuchs als ältestes von drei Geschwistern auf dem Familienbesitz in Strathewen bei Melbourne auf. Er hat eine jüngere Schwester und einen jüngeren Bruder, die beide erfolgreich Pferdesport betreiben. Später zog er gemeinsam mit seinen Eltern und Geschwistern auf eine 15 Hektar große Farm im nahe gelegenen Doreen.
Er debütierte 2007 in der Fernsehserie As the Bell Rings in der Rolle des Jonesy. Bis 2009 war er in insgesamt 27 Episoden zu sehen. Eine weitere größere Serienrolle übernahm er in Winners & Losers als Patrick Gross. Von 2011 bis 2016 wirkte er in insgesamt 70 Episoden mit. Außerdem hatte er Episodenrollen in den Fernsehserien The Hollowmen und Rush. Neben einigen Besetzungen in Kurzfilmen ist er seit 2020 verstärkt in US-amerikanischen B-Movies wie In the Drift, Shark Season – Angriff aus der Tiefe oder 2021 in 2021 – War of the Worlds: Invasion from Mars und Jungle Run – Das Geheimnis des Dschungelgottes sowie 2022 in Jurassic Domination zu sehen.

## Filmografie (Auswahl)
- 2007–2009: As the Bell Rings (Mini-Serie, 27 Episoden)
- 2008: The Hollowmen (Fernsehserie, Episode 2x04)
- 2010: Look My Way (Kurzfilm)
- 2010: Rush (Fernsehserie, Episode 3x01)
- 2011: Absence (Kurzfilm)
- 2011–2016: Winners & Losers (Fernsehserie, 70 Episoden)
- 2013: Die Rückkehr zur Insel der Abenteuer (Return to Nim’s Island)
- 2017: The Scarlet M (Kurzfilm)
- 2018: ABC Discovers: Los Angeles Talent Showcase (Kurzfilm)
- 2019: The Madness Within
- 2020: In the Drift
- 2020: Shark Season – Angriff aus der Tiefe (Shark Season)
- 2021: 2021 – War of the Worlds: Invasion from Mars (Alien Conquest)
- 2021: Jungle Run – Das Geheimnis des Dschungelgottes (Jungle Run)
- 2021: Does a Pig have a Name? (Kurzfilm)
- 2021: Evie Gets A Boyfriend (Mini-Serie)
- 2021: A Stalker in the House
- 2021: War of the Worlds: Annihilation
- 2021: Life in Long Beach
- 2021: Gravesend (Fernsehserie, Episode 2x01)
- 2022: Pam & Tommy (Miniserie, Episode 1x05)
- 2022: Nachbarn (Neighbours, Fernsehserie, 4 Episoden)
- 2022: Into the Wild Frontier (Fernsehserie, 5 Episoden)
- 2022: Top Gunner 2 – Danger Zone (Top Gunner: Danger Zone)
- 2022: Jurassic Domination
- 2022: Time Pirates
- 2022: Alien Space Battle (Attack on Titan)
- 2022: Super Volcano (Fernsehfilm)
- 2022: Megaquake – Kalifornien am Abgrund (20.0 Megaquake, Fernsehfilm)
- 2023: Ape vs. Mecha Ape
- 2023: Ice Storm – Der Beginn einer neuen Eiszeit (Ice Storm, Fernsehfilm)
- 2023: DC Down – Washington in Flammen (DC Down)
- 2024: War of the Worlds – Extinction
- 2025: The Land That Time Forgot